# Skokomish
Skokomish, vodeće pleme Twana Indijanaca sa Skokomish Rivera na zapadu Washingtona. Danas su naseljeni na istoimenom rezervatu uz južnu obalu Hood Canala. Skokomishi su bili polusjedilački ribari, sakupljači i lovci. 
Potomci Twana danas poznati pod imenom Skokomish broje 1.446 duša (2004.; 350 etničkih; 1977. SIL). Njihov jezik (skokomish) izumro je do 1980., a pripadao je porodici Salishan.

## Vanjske poveznice
- Culture and History of the Skokomish Tribe  Arhivirana inačica izvorne stranice od 23. travnja 2008. (Wayback Machine)

- Skokomish žena.
- Tsatsalatsa - Skokomish by Edward S. Curtis, 1913.
- Košara Skokomisha.